# معهد برات
معهد برات  عبارة عن كلية فنون خاصة في مدينة نيويورك وتحديدًا في بروكلين، ولاية نيويورك، مع حرمين آخرين تابعين في كل من مانهاتن وأوتيكا. برات هي واحدة من مدارس الفن الجامعية الرائدة في الولايات المتحدة، وتقدم برامج في العمارة، تصميم الجرافيك، تاريخ الفن والتصميم، تصميم صناعي، تصميم الأزياء، تصميم المجوهرات، الزخرفة، تصميم الداخلي، الفنون الرقمية، الكتابة الإبداعية، علوم المكتبات والمعلومات، وغيرها من التخصصات. تعد برات واحدة من المدارس الأفضل تصميمًا في العالم وفقا لمجلة بلومبرغ بيزنس ويك ، وعضوًا في رابطة الكليات المستقلة (AICAD)، وهو ائتلاف من 36 مجموعة من المدارس الفنية الخاصة في الولايات المتحدة.

## التاريخ
تشارلز برات (1830-1891) كان من أوائل رواد صناعة النفط في الولايات المتحدة. وكان مؤسس استرل لأشغال النفط في جرين بوينت منطقة من بروكلين، نيويورك. انضم مع نظيره ربيبا هنري روجرز لتشكيل شركة تشارلز برات في عام 1867. لاحفًا أصبح كل من الشركتين جزءًا من شركة جون روكفلر ستاندرد أويل في عام 1874.
وينسب فضل الاعتراف بالحاجة المتزايدة لتدريب العمال الصناعيين في اقتصاد متغير لبرات مع [بحاجة لمصدر]. وفي عام 1886م، أسس معهد برات، الذي افتتح في بروكلين في عام 1887م.
انهى معهد برات برنامجه الهندسي في عام 1993 إشارة إلى «انخفاض مستمر في معدلات الالتحاق والمنافسة وتقلص اعداد طلاب البرنامج».

### الرؤساء
1. تشارلز برات (1830-1891) الذي تولى الرئاسة من 1887-1891
2. تشارلز برات ميلارد (1855-1935)، 1891-1893
3. فريدريك باء برات (1865-1945)، 1893-1937
4. تشارلز برات (1892 --؟)، 1937-1953
5. فرانسيس H. القرن، 1953-1957
6. روبرت فيشر Oxnam (1915-1974)، 1957-1960
7. بريت جيمس دونوفان (1916-1970)، 1968-1970
8. ريتشاردسون برات الابن (1923-2001) (حفيد تشارلز برات ميلارد وعظيمة، حفيد تشارلز برات)، 1972-1990
9. وارن Ilchman F. (1933 --)، 1990-1993
10. توماس ف. شوت (1936 --)، 1993 إلى الوقت الحاضر

## الحرم الجامعي
يقع الحرم الجامعي لمعهد برات على مساحة مقدارها 25 فدان (100،000 م2) في حي كلينتون هيل في بروكلين ويحتوي على مباني تاريخية، ومكتبة، ومركز رياضي. منطقة سكنية، يوفر المعهد أنواع مختلفة من الخيارات السكنية. ويحتوي على مدخلين عامين، الذان يتم اغلاقهما في ساعات المساء. تخضع البوابة الرئيسية (المخصصة للمشاة والسيارات) والمواقعة على جادة ولوبي على حراسة أمنية على مدار 24 ساعة. وتشمل مباني الحرم الجامعي كل من المكتبة، وقاعة ديكالب ومبنى ISC، والمبنى الرئيسي، والقاعة الشمالية، والمبنى الشرقي، ومبنى اتحاد الطلبة، القاعة التذكارية، ومبنى الآلات ومبنى الكيمياء، ومبنى الهندسة، واستوديوهات برات، قاعة ستوبين، ومبنى مركز البحوث الزراعية. مباني خارج الحرم الجامعي وتشمل كل من قاعة هيغنز الذي تم تجديده مؤخرا والتي تحتوي على كلية العمارة وقاعة ميرتل، ومبنى «أخضر» جديد على جادة ميرتل لبرامج الفنون الرقمية والخدمات الطلابية بما في ذلك القبول والتسجيل الذي افتتح في خريف 2010. حديقة التماثيل المعاصرة في حرم الجامعة مفتوحة للزوار خلال النهار.
منطقة معهد برات التاريخية هي منطقة وطنية تاريخية تتألف من 36 مبنى بنيت بين 1885 و 1936. وهي تشمل القاعة الرئيسية (1886)، والمكتبة (1896)، والقاعة الجنوبية (ج 1890s)، والقاعة التذكارية (1926-1927) وقد ادرج في السجل الوطني للأماكن التاريخية في العام 2005.

## ترتيب وتصنيف
المرتبة التي تعتبر برات باعتبارها واحدة من الفن أعلى وتصميم المدارس في الولايات المتحدة وعين واحدة من القيم أفضل للبلاد في الكليات والجامعات الخاصة وفقا لتمويل كيبلينغر الشخصية، برات باعتبارها واحدة من القيم العليا للجودة الأكاديمية والقدرة على تحمل التكاليف من أصل 
أكثر من 600 من المؤسسات الخاصة. برات هي الكلية الوحيدة في البلاد المتخصصة في الفن والتصميم المدرجة في القائمة 2010-2011 المنشور من أفضل 100 كلية والجامعات الخاصة المرتبة أفضل القيم 
· #1 التصميم الداخلي يو إس نيوز
· #4 التصميم الصناعي يو إس نيوز 
· #9 تصميم الجرافيك يو إس نيوز
· #9 العمارة 
· #15 الفنون الجميلة يو إس نيوز  نسخة محفوظة 18 فبراير 2017 على موقع واي باك مشين.